# Волиця (Добромильський повіт)
Во́лиця (пол. Wolica) — колишнє бойківське село в долині річки Лодина, притоки річки Стривігор.
У 1772—1918 роках — у складі Австро-Угорської монархії, провінція Королівство Галичини та Володимирії. У 1784 році в селі в рамках Йозефінської колонізації австрійська влада оселила німецьких колоністів у східній частині села, яку назвали Оберсдорф.
У 1890 році у селі налічувалось 27 будинків і 195 мешканців (186 греко-католиків і 9 євреїв).
13 грудня 1918 року через село пройшов фронт польсько-української війни.
У 1919—1939 роках село входило до ґміни Кросьцєнко Добромильського повіту Львівського воєводства. В 1939 році в селі мешкало 310 осіб, з них 300 українців та 10 євреїв.
З 1940 по 1951 рік село належало до Хирівського району Дрогобицької області УРСР. У 1940 році німецькі колоністи були депортовані до Німеччини.
У рамках договору обміну територіями 1951 року все українське населення насильно переселено. Після примусового виселення бойків 1951 року в селі ніхто не поселився і село припинило існування, а територія приєднана до сусіднього села Коросно. 